# Hannah Rowe
Hannah Maree Rowe (* 3. Oktober 1996 in Palmerston North, Neuseeland) ist eine neuseeländische Cricketspielerin, die seit 2015 für die neuseeländischen Nationalmannschaft spielt.

## Kindheit und Ausbildung
Rowe begann das Cricketspielen mit acht Jahren. Sie absolvierte ein Studium an der Massey University und erwarb einen Bachelor in Communication im Jahr 2019 und machte daraufhin ein Fernstudium in Business.

## Aktive Karriere
Ihr Debüt in der Nationalmannschaft gab sie im Februar 2015 in der WODI-Serie gegen England. Ihr erstes WTwenty20 absolvierte sie im Juli 2015 auf der Tour in Indien. Sie wurde für den Women’s Cricket World Cup 2017 nominiert und konnte dort gegen Pakistan 3 Wickets für 22 Runs erzielen und wurde dafür als Spielerin des Spiels ausgezeichnet. Im November 2017 konnte sie abermals gegen Pakistan im dritten WTwenty20 3 Wickets für 18 Runs und im vierten WTwenty20 3 Wickets für 22 Runs. In der Folge bestritt sie unter anderem drei Spiele beim ICC Women’s World Twenty20 2018. Im September 2021 konnte sie bei der Tour in England konnte sie im vierten WODI 3 Wickets für 41 Runs und im fünften WODI 4 Wickets für 47 Runs erzielen. Im Februar 2022 wurde sie für den  Women’s Cricket World Cup 2022 nominiert. Dort gelang ihr gegen Pakistan ihr erstes Five-for mit 5 Wickets für 55 Runs. Auch wurde sie für den ICC Women’s T20 World Cup 2023 nominiert und erreichte dort unter anderem 2 Wickets für 15 Runs gegen Bangladesch.